# Campionatul European de Volei Masculin din 1950
Campionatul European de Volei Masculin din 1950 a fost cea de a doua ediție a Campionatului European de Volei organizată de CEV. A fost găzduită de Sofia, Bulgaria în perioada 14-22 octombrie 1950.
Echipa campioană, Uniunea Sovietică, a reușit performanța de a nu pierde nici un set în cele 5 meciuri disputate. În fiecare din cele 15 seturi a primit mai puțin de 10 puncte (după vechiul sistem de punctaj).

## Echipe participante
| - Bulgaria - Cehoslovacia - Ungaria - Polonia - România - Uniunea Sovietică |

## Competiția
| Echipa            | P  | M | V | Î | SC | SP | Ratio | PP  | PÎ  | Ratio |
| ----------------- | -- | - | - | - | -- | -- | ----- | --- | --- | ----- |
| Uniunea Sovietică | 10 | 5 | 5 | 0 | 15 | 0  | MAX   | 225 | 88  | 2,557 |
| Cehoslovacia      | 9  | 5 | 4 | 1 | 12 | 6  | 2,000 | 243 | 208 | 1,168 |
| Ungaria           | 8  | 5 | 3 | 2 | 9  | 9  | 1,000 | 212 | 221 | 0,959 |
| Bulgaria          | 7  | 5 | 2 | 3 | 10 | 10 | 1,000 | 260 | 270 | 0,963 |
| România           | 6  | 5 | 1 | 4 | 4  | 13 | 0,308 | 185 | 235 | 0,787 |
| Polonia           | 5  | 5 | 0 | 5 | 3  | 15 | 0,200 | 166 | 269 | 0,617 |

## Clasamentul final
| Loc | Echipă            |
| --- | ----------------- |
| 1   | Uniunea Sovietică |
| 2   | Cehoslovacia      |
| 3   | Ungaria           |
| 4.  | Bulgaria          |
| 5.  | România           |
| 6.  | Polonia           |

| Campionatul European de Volei Masculin din 1950 Uniunea Sovietică Primul titlu |